# سرگئی بودروف
سرگئی بودروف (روسی: Серге́й Влади́мирович Бодро́в؛ IPA: [sʲɪrˈɡʲej bɐˈdrof]؛ زادهٔ ۲۸ ژوئن ۱۹۴۸) کارگردان فیلم، فیلم‌نامه‌نویس، نویسنده و تهیه‌کننده فیلم اهل اتحاد جماهیر شوروی است.
از فیلم‌ها یا برنامه‌های تلویزیونی که وی در آن نقش داشته‌است می‌توان به هفتمین پسر، خانه به‌دوش و مغول اشاره کرد.
فیلم‌های دو مرتبه نامزد دریافت جایزه اسکار بهترین فیلم خارجی‌زبان و یکبار نیز برندهٔ جایزه نیکا (بهترین فیلم و بهترین کارگردانی) شده‌اند.